# 托尔西区
托尔西区（法語：arrondissement de Torcy）是法国法蘭西島大區塞纳-马恩省所辖的一个区。总面积381.8平方公里，总人口456847，人口密度1197人/平方公里（2018年）。主要城镇为托尔西。

## 辖区
托尔西区辖有50个市镇。